# امیل لدرر
امیل لدرر (Emil Lederer)‏ (۲۲ ژوئیه ۱۸۸۲ – ۲۹ می ۱۹۳۹)، اقتصاددان و جامعه‌شناس آلمانی بوهمی بود. او که در سال ۱۹۳۳ به دلیل یهودی بودن از سمتش در دانشگاه هومبولت برلین خلع شد، به تبعید واداشته شد. او در تأسیس «دانشگاه در تبعید» در دانشکده جدید در نیویورک سیتی کمک کرد.

## زندگی‌نامه
لدرر در سال ۱۸۸۲ میلادی به یک خانواده تجار یهودی متولد شد. او در دانشگاه وین، حقوق و اقتصاد ملی خواند. استادان او، در میان دیگران، هاینریش لاماش، کارل تیودور فان ایناما-استرنگ، فرانس فان جوراشک، کارل منگر، فریدریش فان ویسر، یوگن فان بولم-باورک و یوجن فان فیلیپویچ بودند، در حالی‌که لودویگ فان میسز، جوزف شومپتر، فیلیکس سوماری، اوتو باور و رودولف هیلفردینگ از جمله شاگردان او بودند.
لدرر در سال ۱۹۰۵ میلادی در وین دکترای jur. ، در سال ۱۹۱۱ از دانشگاه لودویگ ماکسیمیلیان مونیخ دکترای rer. pol خود را به دست آورد. سال بعد، او با تیزس «Die Privatangestellten in der modernen Wirtschaftsentwicklung» در دانشگاه روبرخت کارل هایدلبرگ به تحصیل پرداخت.
او در سال ۱۹۱۸ میلادی به عنوان معاون استاد در دانشگاه هایدلبرگ گماشته شد، اما لدرر تا سال ۱۹۲۰ در وین باقی ماند. در اوایل ۱۹۱۹، او، به همراه هیلفردینگ و شومپتر، به عنوان عضو کمیسیون سوسیال سازی آلمان در وین منصوب شد.
لدرر در دانشگاه هایدلبرگ در سال ۱۹۲۰ در رشته سیاسیت اجتماعی، معاون استاد و در همان سال استاد کامل شد. از سال ۱۹۲۳ تا ۱۹۲۵ او به عنوان استاد مهمان در دانشگاه امپراطوری توکیو به لکچر پرداخت. لدرر و آلفرد ویبر از سال ۱۹۲۳ تا ۱۹۳۱ میلادی، مدیران مؤسسه علوم اجتماعی و دولتی بودند. در سال ۱۹۳۱ میلادی او در دانشکده آلمان برای اقتصاد ملی و علوم مالی در دانشگاه همبولت برلین، جانشین ورنر سومبارت شد.
لدرر، به گونه‌ای که در مورد تقریباً تمام به اصطلاح «اقتصاددانان هایدلبرگ» صدق می‌کند، در ۱۴ آوریل ۱۹۳۳ بر اساس Gesetz zur Wiederherstellung des Berufsbeamtentums توسط نازی‌ها تعلیق شد تا این‌که تصمیم نهایی در مورد شان اتخاذ شود. این امر بر تمام فعالیت‌های مرتبط با دفاتر او تأثیر گذاشت. در همان زمان حقوق باید به صورت کامل پرداخت می‌شد. علاوه بر آن، اعضای دانشگاه ظاهراً لدرر را به دلیل عضو حزب دموکراتیک سوسیال آلمان (از سال ۱۹۲۵ میلادی به بعد) و یک «غیر آریایی» بودن محکوم کرده بودند.
لدرر به لندن فرار کرد، بعدها به ایالات متحده آمد، جاییکه (در سال ۱۹۳۳ میلادی) یکی از مؤسسین «دانشگاه در تبعید» در دانشکده جدید تحقیقات اجتماعی در نیویورک سیتی شد که قرار بود دانشکده دوره لیسانس علوم سیاسی و اجتماعی شود. امیل لدرر تا زمان مرگ ناگهانی او، پس از یک عمل جراحی، در سال ۱۹۳۹ رئیس آن بود.

## آثار
لدرر، کسی که اقتصاد و جامعه‌شناسی را به هم گره زد، مهم‌ترین حامی علوم اجتماعی میان‌رشته‌ای در هایدلبرگ بود.
تلاش‌های او به عنوان سوسیال دموکرات در مقالات متعدد او، از جمله نظریهٔ اقتصاد و تحلیل ساختار طبقات منعکس شده‌است. لدرر مجله نظریهٔ سوسیال دموکرات «Die Neue Zeit» را چاپ کرد، از کارل مارکس و جوزف شومپتر متأثر شده بود. او از یک بازار آزاد تنظیم ناشده حمایت نکرد: او ناکارآمدی انحصاری‌ها را بررسی کرد و تا حدی تأثیرات مثبت پیشرفت تکنیکی را طبق قضیه رکود خود محکوم کرد.